# Sierra Vista
Sierra Vista é uma cidade localizada no estado americano do Arizona, no condado de Cochise. Foi incorporada em 1956.

## Geografia
De acordo com o United States Census Bureau, a cidade tem uma área de 395,1 km², onde 394,4 km² estão cobertos por terra e 0,7 km² por água.

### Localidades na vizinhança
O diagrama seguinte representa as localidades num raio de 40 km ao redor de Sierra Vista.

## Demografia
Segundo o censo nacional de 2010, a sua população é de 43 888 habitantes e sua densidade populacional é de 111,3 hab/km². Possui 18 742 residências, que resulta em uma densidade de 47,5 residências/km².